# Vittorio Marini
Vittorio Marini (Montréal, 21 agosto 1954) è un ex calciatore italiano, di ruolo difensore.

## Carriera

### Giocatore
Nasce in Canada, dove vive la sua infanzia fino al trasferimento in Italia dove inizia a giocare calcio con la Serenissima di Foligno.
Nel 1969-1970 viene acquistato dal Torino e fatto giocare nel ruolo di difensore nel settore giovanile. Nei due anni successivi viene girato in prestito all'OMI Roma dove esordisce in Serie D. Nel 1973-1974 viene ceduto all'Arezzo dove rimane per sei stagioni (due in Serie B e quattro in Serie C, totalizzando complessivamente 171 presenze e 6 gol.
Nell'estate 1979 viene ceduto alla Cremonese dove rimane per tre stagioni (due in Serie C1 e, dopo la promozione della stagione 1980-1981 una in B) totalizzando 86 presenze e 2 goal.
All'inizio della stagione 1982-1983 passa alla SPAL in Serie C1 totalizzando 28 presenze e 3 gol. Viene poi ceduto all'Akragas sempre in terza serie, dove rimane per due stagioni e successivamente passa alla Massese in Serie C2. Infine viene ceduto al Montevarchi sempre in C2 dove chiude la carriera da calciatore nel 1987.
In carriera ha totalizzato complessivamente 59 presenze in Serie B.

### Allenatore
Terminata l'esperienza da calciatore al Montevarchi nel 1987 inizia ad allenare il settore giovanile dell'Arezzo nel 1989 e per un anno allena anche la prima squadra nel Campionato Nazionale Dilettanti.
Prosegue ad allenare il settore dilettanti della Toscana (Eccellenza) e dopo quattro anni da osservatore per la Cremonese (2006-2010) torna ad allenare la Juniores dell'Arezzo.
Nell'ottobre del 2016 diventa il vice di Mario Palazzi, in passato vice di Serse Cosmi, sulla panchina del Foligno. Il 15 febbraio 2017, però, il Foligno viene escluso dal campionato di Serie D a causa della quarta e definitiva rinuncia in occasione della trasferta di Albano. Il 22 febbraio segue Palazzi alla Sangiovannese.

## Palmarès

### Giocatore
- Campione d'Italia Juniores Semiprofessionisti: 1

Omi Roma
- Serie C1: 1

Cremonese: 1980-1981

### Allenatore
- Coppa Italia Toscana Eccellenza: 1

Subbiano (AR)